# 黑龙江人民出版社
黑龙江人民出版社是中华人民共和国的一家出版社，成立于1954年，社址位于黑龙江省哈尔滨市。

## 历史沿革
1954年成立。1983年文艺、教育、美术、少儿4个专业编辑室分别成为独立的出版单位，即黑龙江教育出版社、黑龙江美术出版社、黑龙江少年儿童出版社、北方文艺出版社。